# ووژ
ووژ (فرانسوی: Vosges‎) یا ووگیزن (آلمانی: Vogesen) مجموعه کوهستان‌های کم ارتفاعی هستند که در شرق فرانسه و نزدیک به مرز آلمان واقع شده‌اند.
احتمالاً کوهستان‌های ووژ در بین ۲۵۲ تا ۴۱۹ میلیون سال پیش ایجاد شده‌باشند.
سنگ‌های اصلی تشکیل دهندهٔ این کوه‌ها گنیس، سنگ خارا و ماسه‌سنگ هستند.